# Hydaticus figuratus
Hydaticus figuratus är en skalbaggsart som beskrevs av Régimbart 1899. Hydaticus figuratus ingår i släktet Hydaticus och familjen dykare. Inga underarter finns listade i Catalogue of Life.